# Groone Schans

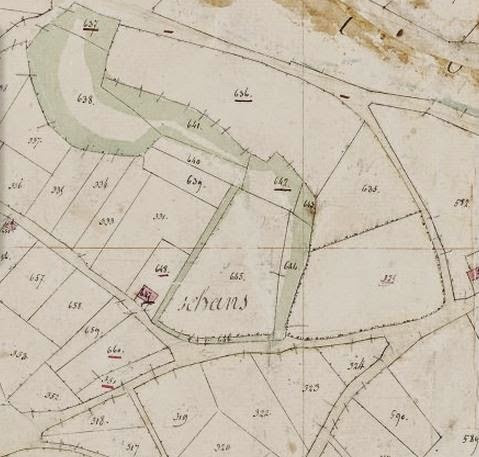
Groone Schans op het kadastraal minuutplan van 1811-1832

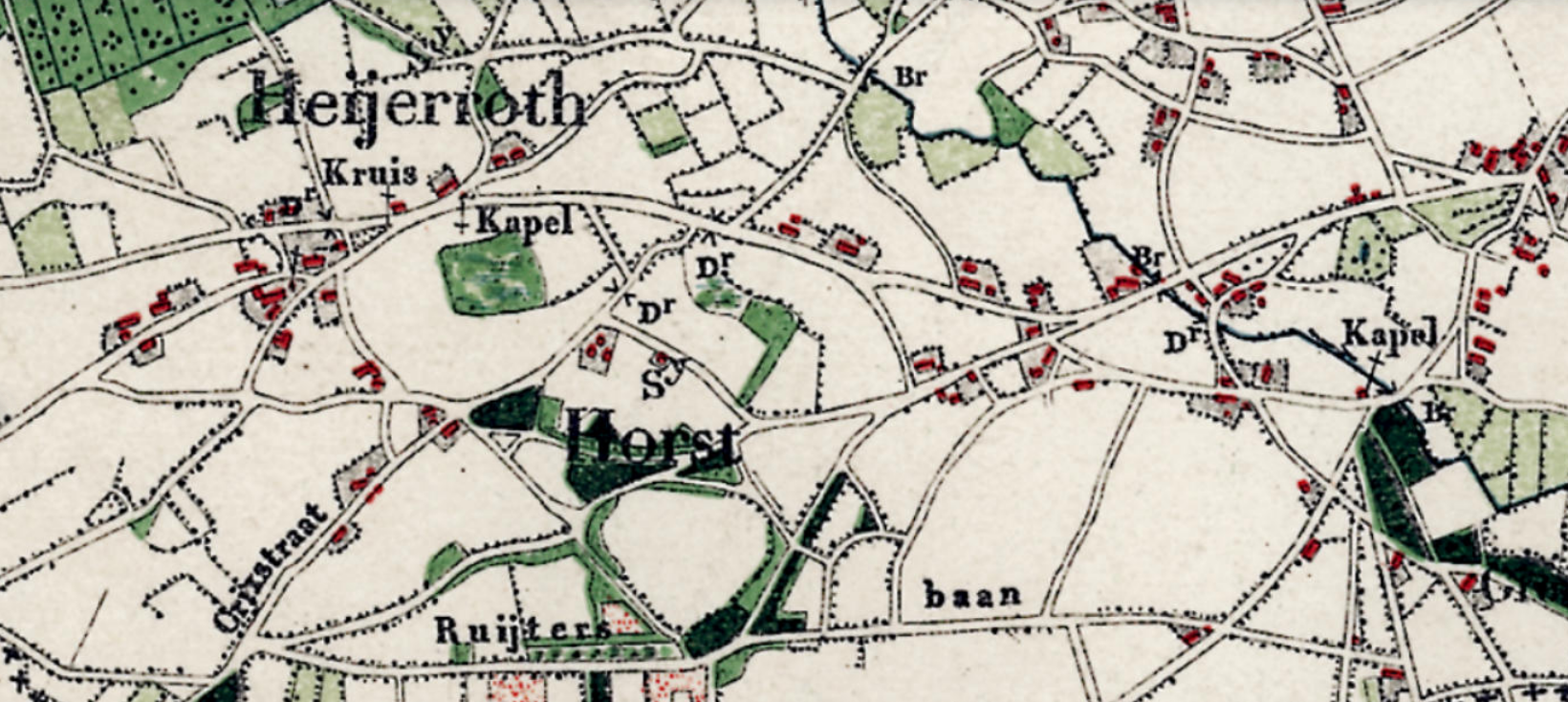
Groone Schans op de topografische militaire kaart van 1902

De Groone Schans was een boerenschans bij Stramproy in de Nederlandse gemeente Weert. De schans lag in buurtschap Hei, ten oosten van buurtschap Crixhoek en ten westen van De Horst.
Op ongeveer 2500 meter naar het oosten lag de Reinkesschans, de andere schans van Stramproy.

## Geschiedenis
Het jaar waarin de schans precies aangelegd werd is niet bekend. De bescherming van de schans was waarschijnlijk de taak van de twee schutterijen van Stramproy, namelijk de Sint-Antoniusschutterij en de Sint-Catharinaschutterij.
In 1838 werd de Groone-sjans openbaar verkocht. Op de Nettekening van rond die tijd is het perceel van de schans nog herkenbaar.

## Constructie
De schans lag in het Heyerbroek in een ontoegankelijk gebied dat bestond uit woeste gronden, moerassen en vennen.